# Söder-Piltlok
Söder-Piltlok är en sjö i Älvdalens kommun i Dalarna och ingår i Dalälvens huvudavrinningsområde. Sjöns area är 0,04 kvadratkilometer och den befinner sig 508 meter över havet.